# 비트코인 구매대행
비트코인 구매대행은 거래소를 이용하지 못하는 이용자를 대신하여 제3자가 비트코인을 구매해 주는 행위이다.

## 등장배경
- 시장 초기 비트코인과 거래소 이용이 익숙지 않았던 일반인에게 상대적으로 숙련된 이용자가 비트코인을 대신 구매해 주면서 등장하게 되었다.
- 거래소가 대중화됨에 따라 그 수요는 줄어들었으나 거래소 이용이 불가능한 이용자들은 사이에서는 꾸준하게 활용되었다. 이후 수사기관이 체인널리시스(Chainalysis) 등의 전문추적솔루션을 도입하기 시작하면서 익명성 강화를 목적으로 구매대행을 이용하는 경우가 증가하기 시작한다.
- 2018년 자금세탁방지 국제기구인 FATF(Financial Action Task Force)의 권고사항 개정안 발표 이후 거래소의 출금 정책이 강화되면서 이용자는 거래소에서 코인을 전송할 때 24시간 이상을 강제로 기다려야 하는 상황에 놓이게 된다. 실시간으로 가격변동이 큰 비트코인의 특성상 출금 대기시간 동안 이용자가 금전적 손해를 보는 문제 등 다양한 불편 사항들이 제기되면서 비트코인 구매대행은 다시 주목받는다.

## 논란
- 비트코인 구매대행은 각종 금융사고에 연루되며 언론에 자주 언급되고 있는데 성 착취범죄 집단으로 유명한 텔레그램 n번방의 사용자들이 비트코인 구매대행을 통하여 입장료를 지급한 사실 등이 확인되면서 일부 논란이 일고 있다.
- 최근에는 비트코인 구매대행 아르바이트를 모집한다는 식으로 광고하여 보이스 피싱 자금을 세탁하는 등의 악용 사례도 등장하고 있어 각별한 주의가 필요하다.

## 순기능
- 이러한 논란에도 불구하고 비트코인 구매대행은 비트코인에 대한 접근성을 높여주고 거래소의 과도한 출금 제한으로부터 오는 불편함에서 벗어나게 해주는 일종의 대체재 역할도 한다.

## 구매대행 전문업체
- 시장 초기에 비트코인 구매대행은 개인 대 개인으로 이루어지는 P2P 거래가 대부분이었으나 구매대행 서비스를 전문적으로 제공하는 업체들이 생겨나면서 하나의 산업으로 자리 잡았다. 대표적인 p2p 구매대행 업체로는 미국의 Paxful이 있고 중국 역시 최근 규제로 인해 Gate.io에서 USDT를 이용한 P2P 구매대행 서비스를 제공하며 다른 코인들을 구매하기 위해 일차적 관문으로 구매대행을 사용하고 있다.

## 같이 보기
- 비트코인

- 디지털자산

- 코인거래소